# Korndorf (Wüstung)
Korndorf ist eine Wüstung in der Gemarkung von Eichfeld, einem Stadtteil von Volkach, im unterfränkischen Landkreis Kitzingen. Das Dorf wurde lediglich einmal im 16. Jahrhundert erwähnt. Die Gründe für die Wüstwerdung sind unklar.

## Geografische Lage
Die Stelle, an der sich das Dorf befand, wird heute von einem kleinen Waldgebiet, dem sogenannten Röhrig, eingenommen. Er befindet sich zwischen den Volkacher Gemeindeteilen Eichfeld und Dimbach. Nördlich erstreckt sich der Heiligenbach mit dem ebenfalls zu Volkach gehörenden Strehlhof. Nordöstlich liegt Eichfeld, im Südosten Laub, ein Stadtteil von Prichsenstadt. Im Süden grenzt der Standortübungsplatz der Mainfranken-Kaserne, im Westen liegt Dimbach. Auf dem Gebiet des ehemaligen Dorfes befinden sich mehrere Quellen, so die des Schwarzachzuflusses Seeflußgraben und des Mainzuflusses Etterswasengraben. Auf dem Gebiet der ehemaligen Siedlung befinden sich Grabhügel aus vorgeschichtlicher Zeit, ein wohl spätmittelalterliches Steinkreuz sowie ein Gedenkstein aus dem 19. Jahrhundert.

## Geschichte
Korndorf, dessen Name mit der Endung -dorf auf die karolingische Ausbauphase im 8. bzw. 9. Jahrhundert hinweist, wurde nur ein einziges Mal in den Quellen erwähnt. In der Beschreibung der Cent Schwarzach aus dem Jahr 1589 wird die Pflicht beschrieben, die die Eichfelder Untertanen hatten. Darin heißt es: „antworten nechst Korndorf bei einem Bildstock, so man uf Diembach zu geet.“ Wahrscheinlich lag Korndorf zu diesem Zeitpunkt bereits wüst, sodass lediglich der Bildstock auf die Stelle der ehemaligen Siedlung verwies. Eventuell bestand in dem Areal noch ein Hof, wie dies beim unweit gelegenen Lindhof der Fall war. Erwin Riedenauer verwies darauf, dass die Bau- und Bodendenkmäler, die sich heute auf dem Gebiet befinden, einen Hinweis auf die historische Nutzung geben.